# Махон

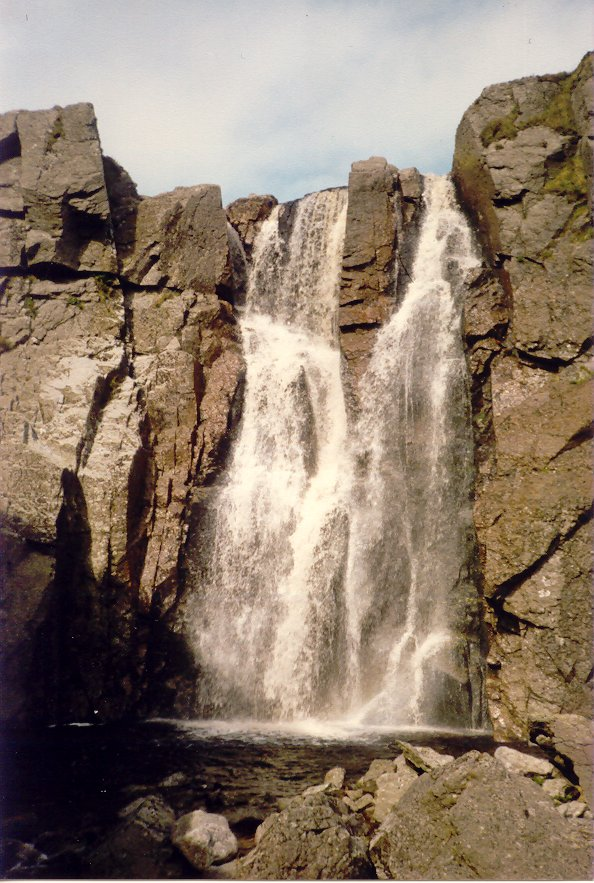
Водопад при спадении Махона с плато Комера

Махон (англ. Mahon, ирл. an Mhachan) — река в Ирландии, в графстве Уотерфорд, текущая с гор Комера (Comeragh Mountains). Река протекает через Махонбридж, Килмактомас и Банмахон, и впадает в участок Атлантического океана, известный как Кельтское море.
21 октября 2005 года каякер Майкл Рейнольдс (Michael Reynolds) осуществил на каяке спуск с 80-метрового водопада реки.